# Elgonidium
Elgonidium is een geslacht van kevers van de familie snoerhalskevers (Anthicidae).

## Soorten
- E. elongatum Bonadona, 1978
- E. laevigatum Buck, 1965
- E. leleupi Basilewsky, 1954
- E. mahnerti Bonadona, 1978